# Wartość bezwzględna
Wartość bezwzględna, moduł – dla danej liczby rzeczywistej wartość liczbowa nieuwzględniająca znaku liczby. Przykładowo {\displaystyle 5} jest wartością bezwzględną tak liczby {\displaystyle 5,} jak liczby {\displaystyle -5.}
Uogólnienia wartości bezwzględnej liczb rzeczywistych można odnaleźć w wielu innych miejscach. Przykładowo wartość bezwzględną można zdefiniować dla liczb zespolonych, kwaternionów, pierścieni uporządkowanych, ciał czy przestrzeni liniowych. W wielu różnych kontekstach matematycznych i fizycznych pojęcie wartości bezwzględnej wykazuje bliski związek z pojęciami wielkości, odległości, czy też metryki oraz normy.

## Terminologia i notacja
Wprowadzenie terminu „moduł”, jako jednostki miary we francuskim, przypisuje się Jean-Robertowi Argandowi w 1806 roku, szczególnie w odniesieniu do liczb zespolonych. Niżej „wartość bezwzględna” odnosić się będzie przede wszystkim do liczb rzeczywistych, „moduł” zaś do liczb zespolonych i kwaternionów, ciał i pierścieni.
Notacja {\displaystyle |a|} oznaczająca wartość bezwzględną {\displaystyle a} została wprowadzona przez Karla Weierstrassa w 1841 roku. Innym oznaczeniem, stosowanym przede wszystkim w informatyce, jest {\displaystyle \operatorname {abs} (a).}

## Definicja i własności

### Liczby rzeczywiste

Wykres funkcji

Dla dowolnej liczby rzeczywistej {\displaystyle a} jej wartość bezwzględną lub moduł, oznaczany symbolem {\displaystyle |a|} (kreska pionowa po obu stronach liczby) definiuje się jako
{\displaystyle |a|={\begin{cases}a&{\text{dla }}a\geqslant 0\\-a&{\text{dla }}a<0.\end{cases}}}
Z powyższej definicji wynika, że wartość bezwzględna {\displaystyle a} jest zawsze liczbą nieujemną (dodatnią bądź zerem). Ten sam symbol stosuje się niekiedy do oznaczenia kardynalności (mocy) zbioru; znaczenie zależy od kontekstu.
Z punktu widzenia geometrii analitycznej wartość bezwzględna liczby rzeczywistej jest odległością tej liczby od zera wzdłuż prostej rzeczywistej; w ogólności wartość bezwzględna różnicy dwóch liczb rzeczywistych odpowiada odległości między nimi. Istotnie, matematyczne pojęcie abstrakcyjnej funkcji odległości może być postrzegane jako uogólnienie bezwzględnej wartości różnicy (zob. sekcję Odległość).
Ponieważ zapis pierwiastka kwadratowego bez znaku oznacza nieujemny pierwiastek kwadratowy, to
|  |  | {\displaystyle \|a\|={\sqrt {a^{2}}};} |  | (1) |

wzór ten niekiedy bywa nawet używany jako definicja wartości bezwzględnej.
Wartość bezwzględna ma następujące cztery podstawowe własności:
|  |  | {\displaystyle \|a\|\geqslant 0,} | (nieujemność) | (2) |

|  |  | {\displaystyle \|a\|=0\Leftrightarrow a=0,} | (dodatnia określoność) | (3) |

|  |  | {\displaystyle \|ab\|=\|a\|\|b\|,} | (multiplikatywność) | (4) |

|  |  | {\displaystyle \|a+b\|\leqslant \|a\|+\|b\|.} | (podaddytywność) | (5) |

Wśród innych, ważnych własności wartości bezwzględnej należy wymienić:
|  |  | {\displaystyle \|-a\|=\|a\|,} | (symetria) | (6) |

|  |  | {\displaystyle \|a-b\|=0\Leftrightarrow a=b,} | (identyczność nierozróżnialnych (równoważna dodatniej określoności)) | (7) |

|  |  | {\displaystyle \|a-b\|\leqslant \|a-c\|+\|c-b\|,} | (nierówność trójkąta (równoważna podaddytywności)) | (8) |

|  |  | {\displaystyle \left\|{\tfrac {a}{b}}\right\|={\tfrac {\|a\|}{\|b\|}},{\text{ o ile }}b\neq 0,} | (zachowywanie dzielenia (równoważne multiplikatywności)) | (9) |

|  |  | {\displaystyle \|a-b\|\geqslant {\big \|}\|a\|-\|b\|{\big \|}.} | ((równoważny podaddytywności)) | (10) |

Jeżeli {\displaystyle b>0,} to prawdziwe są także następujące dwie nierówności:
{\displaystyle |a|\leqslant b\Leftrightarrow -b\leqslant a\leqslant b,}
{\displaystyle |a|\geqslant b\Leftrightarrow a\leqslant -b{\text{ lub }}b\leqslant a.}
Zależności te wykorzystywane są do rozwiązywania nierówności zawierających wartości bezwzględne:
{\displaystyle |x-3|\leqslant 9\Leftrightarrow -9\leqslant x-3\leqslant 9\Leftrightarrow -6\leqslant x\leqslant 12.}

### Liczby zespolone

Wartością bezwzględną liczby jest odległość liczby od początku. Na diagramie można zauważyć, że oraz jej sprzężenie zespolone mają tę samą wartość absolutną.

Ponieważ liczby zespolone nie są uporządkowane, to powyższa definicja dla liczb rzeczywistych nie może być wprost uogólniona na liczby zespolone. Jednakże tożsamość dana w równaniu (1):
{\displaystyle |a|={\sqrt {a^{2}}}}
może być postrzegana jako motywacja następującej definicji.
Dla dowolnej liczby zespolonej
{\displaystyle z=x+iy,}
gdzie {\displaystyle x} oraz {\displaystyle y} są liczbami rzeczywistymi, moduł bądź wartość bezwzględna liczby {\displaystyle z,} oznaczane symbolem {\displaystyle |z|,} są zdefiniowane wzorem
{\displaystyle |z|={\sqrt {x^{2}+y^{2}}}.}
Wynika z niego, że wartość bezwzględna liczby rzeczywistej {\displaystyle x} jest równa modułowi tej liczby postrzeganej jako liczba zespolona, gdyż
{\displaystyle |x+i0|={\sqrt {x^{2}+0^{2}}}={\sqrt {x^{2}}}=|x|.}
Podobnie jak dla interpretacji geometrycznej wartości bezwzględnej liczb rzeczywistych, z twierdzenia Pitagorasa wynika, że moduł liczby zespolonej jest odległością tej liczby od początku płaszczyzny zespolonej i ogólniej, że moduł różnicy dwóch liczb zespolonych jest równy ich odległości.
Zespolona wartość bezwzględna dzieli wszystkie własności rzeczywistej wartości bezwzględnej podane we wzorach (2)–(10). Dodatkowo, jeżeli
{\displaystyle z=x+iy=r(\cos \varphi +i\sin \varphi ),}
zaś
{\displaystyle {\overline {z}}=x-iy}
jest sprzężeniem zespolonym {\displaystyle z,} to
{\displaystyle {\begin{aligned}|z|&=r,\\|z|&=|{\overline {z}}|\end{aligned}}}
oraz
{\displaystyle |z|={\sqrt {z{\overline {z}}}},}
przy czym ostatni wzór jest zespolonym odpowiednikiem wspomnianego wyżej równania (1).
Kwadrat modułu {\displaystyle z} dany jest wzorem
{\displaystyle |z|^{2}=z{\overline {z}}=x^{2}+y^{2}.}
W notacji macierzowej liczba zespolona {\displaystyle z} dana jest jako macierz
{\displaystyle \mathrm {z} ={\begin{bmatrix}a&-b\\b&a\end{bmatrix}},}
wówczas moduł dany jest jako pierwiastek wyznacznika {\displaystyle \mathrm {z} {:}}
{\displaystyle |z|={\sqrt {\det \mathrm {z} }}}
Ponieważ dodatnie liczby rzeczywiste tworzą podgrupę liczb zespolonych ze względu na mnożenie, to o module można myśleć jak o endomorfizmie grupy multiplikatywnej liczb zespolonych (zob. szczegóły).

## Funkcje wartości bezwzględnej
Funkcja rzeczywistej wartości bezwzględnej jest ciągła w każdym punkcie. Jest ona różniczkowalna wszędzie poza punktem {\displaystyle x=0.} Funkcja ta maleje monotonicznie na przedziale {\displaystyle (-\infty ,0]} i rośnie monotonicznie na przedziale {\displaystyle [0,\infty );} w szczególności jest ona liniowa na każdym z powyższych przedziałów. Ponieważ liczba rzeczywista i liczba do niej przeciwna mają tę samą wartość bezwzględną, to wspomniana funkcja jest parzysta, przez co nie jest odwracalna.
Funkcja modułu zespolonej wartości bezwzględnej jest ciągła w każdym punkcie, ale jest nigdzie różniczkowalna (w sensie zespolonym), ponieważ nie spełnia równań Cauchy’ego-Riemanna.
Funkcje tak rzeczywista, jak i zespolona są idempotentne.

### Pochodne
Pochodną funkcji rzeczywistej wartości bezwzględnej jest funkcja znaku (signum), {\displaystyle \operatorname {sgn}(x),} zdefiniowana wzorem
{\displaystyle \operatorname {sgn}(x)={\frac {x}{|x|}}}
dla {\displaystyle x\neq 0.} Funkcja wartość bezwzględnej nie jest różniczkowalna w {\displaystyle x=0.} W zastosowaniach, w których konieczna może być dobrze określona pochodna korzysta się raczej z dobrze określonej w zerze podróżniczki. Gdzie funkcja wartości bezwzględnej liczby rzeczywistej zwraca wartość, nie biorąc pod uwagę jej znaku, tam funkcja znaku zwraca znak liczby bez względu na jej wartość. Stąd
{\displaystyle x=\operatorname {sgn}(x)\operatorname {abs} (x).}
Funkcja znaku jest przypadkiem szczególnym funkcji skokowej Heaviside’a używanej w przetwarzaniu sygnałów, która jest definiowana jako
{\displaystyle u(x)={\begin{cases}0,&x<0\\{\tfrac {1}{2}},&x=0\\1,&x>0,\end{cases}}}
gdzie wartość funkcji Heaviside’a w zerze wybrana jest arbitralnie. W ten sposób dla wszystkich niezerowych punktów prostej rzeczywistej zachodzi
{\displaystyle u(x)={\frac {\operatorname {sgn}(x)+1}{2}}.}
Wartość bezwzględna nie jest wklęsła w żadnym punkcie, zaś funkcja znaku jest stała w otoczeniu dowolnego punktu różnego od zera, stąd druga pochodna {\displaystyle |x|} względem {\displaystyle x} jest równa zeru wszędzie poza zerem, gdzie nie jest ona określona.
Funkcja wartości bezwzględnej jest również całkowalna – jej pierwotną jest
{\displaystyle \int |x|\operatorname {d} x={\frac {x|x|}{2}}+C,}
co można uzasadnić następująco (za pomocą całkowania przez części i faktu, iż {\displaystyle x^{2}=|x^{2}|}):
{\displaystyle \int |x|\operatorname {d} x=x|x|-\int {\frac {x^{2}}{|x|}}\operatorname {d} x=x|x|-\int |x|\operatorname {d} x\Leftrightarrow 2\int |x|\operatorname {d} x=x|x|\Leftrightarrow \int |x|\operatorname {d} x={\frac {x|x|}{2}}+C.}

## Odległość
Wartość bezwzględna ma bliski związek z pojęciem odległości. Jak wspomniano wyżej, wartość bezwzględna liczby rzeczywistej bądź zespolonej jest odległością tej liczby od początku odpowiednio prostej rzeczywistej bądź płaszczyzny zespolonej; ogólniej wartość bezwzględna różnicy dwóch liczb rzeczywistych lub zespolonych równa jest odległości, która je dzieli.
Standardowa odległość euklidesowa dwóch punktów
{\displaystyle \mathrm {a} =(a_{1},a_{2},\dots ,a_{n})}
oraz
{\displaystyle \mathrm {b} =(b_{1},b_{2},\dots ,b_{n})}
w {\displaystyle n}-wymiarowej przestrzeni euklidesowej jest zdefiniowana wzorem
{\displaystyle {\sqrt {(a_{1}-b_{1})^{2}+(a_{2}-b_{2})^{2}+\ldots +(a_{n}-b_{n})^{2}}}.}
Definicja ta może być postrzegana jako uogólnienie {\displaystyle |a-b|,} ponieważ jeżeli {\displaystyle a,b} są rzeczywiste, to z równania (1) wynika, iż
{\displaystyle |a-b|={\sqrt {(a-b)^{2}}}.}
Gdy
{\displaystyle \mathrm {a} =a_{1}+ia_{2}}
oraz
{\displaystyle \mathrm {b} =b_{1}+ib_{2}}
są liczbami zespolonymi, to
{\displaystyle |a-b|=|(a_{1}+ia_{2})-(b_{1}+ib_{2})|=|(a_{1}-b_{1})+i(a_{2}-b_{2})|={\sqrt {(a_{1}-b_{1})^{2}+(a_{2}-b_{2})^{2}}}.}
Powyższa uwaga pokazuje, że odległość „wartości bezwzględnej” liczb rzeczywistych, czy zespolonych pokrywa się z odległością euklidesową, którą dziedziczą poprzez postrzeganie ich odpowiednio jako jedno- i dwuwymiarowych przestrzeni euklidesowych.
Własności wartości bezwzględnej różnicy dwóch liczb rzeczywistych bądź zespolonych, przedstawione wyżej: nieujemność, identyczność nierozróżnialnych, symetria i nierówność trójkątna stanowią motywację dla definicji bardziej ogólnego pojęcia funkcji odległości (metryki):
Funkcja {\displaystyle d} o wartościach rzeczywistych określona na zbiorze {\displaystyle X\times X} nazywana jest funkcją odległości bądź metryką na {\displaystyle X,} jeżeli spełnia następujące cztery aksjomaty.
Wartość bezwzględna ma następujące cztery podstawowe własności:
|  |  | {\displaystyle d(a,b)\geqslant 0,} | (nieujemność) |  |

|  |  | {\displaystyle d(a,b)=0\Leftrightarrow a=b,} | (identyczność nierozróżnialnych) |  |

|  |  | {\displaystyle d(a,b)=d(b,a),} | (symetria) |  |

|  |  | {\displaystyle d(a,b)\leqslant d(a,c)+d(c,b).} | (nierówność trójkąta) |  |

## Uogólnienia

### Pierścienie uporządkowane
Definicja wartości bezwzględnej dla liczb rzeczywistych może być łatwo rozszerzona na dowolny pierścień uporządkowany. Dokładniej, jeżeli {\displaystyle a} jest elementem pierścienia uporządkowanego {\displaystyle R,} to wartość bezwzględną {\displaystyle |a|} elementu {\displaystyle a,} definiuje się jako
{\displaystyle |a|={\begin{cases}a,&{\text{gdy }}a\geqslant 0\\-a,&{\text{gdy }}a<0,\end{cases}}}
gdzie {\displaystyle -a} oznacza element przeciwny do {\displaystyle a,} zaś {\displaystyle 0} oznacza element neutralny dodawania.

### Ciała
Zasadnicze własności wartości bezwzględnej liczb rzeczywistych dane we wzorach (2)-(5) mogą posłużyć uogólnieniu pojęcia wartości bezwzględnej na dowolne ciała, jak pokazano niżej.
Funkcja {\displaystyle v} o wartościach rzeczywistych określona na ciele {\displaystyle K} nazywana jest wartością bezwzględną (także modułem, waluacją lub wartością), jeżeli spełnia następujące cztery aksjomaty:
Wartość bezwzględna ma następujące cztery podstawowe własności:
|  |  | {\displaystyle v(a)\geqslant 0,} | (nieujemność) |  |

|  |  | {\displaystyle v(a)=0\Leftrightarrow a=\mathbf {0} ,} | (dodatnia określoność) |  |

|  |  | {\displaystyle v(ab)=v(a)v(b),} | (multiplikatywność) |  |

|  |  | {\displaystyle v(a+b)\leqslant v(a)+v(b),} | (podaddytywność lub nierówność trójkąta) |  |

gdzie {\displaystyle \mathbf {0} } oznacza element neutralny dodawania {\displaystyle K.} Z dodatniej określoności i multiplikatywności wynika, że {\displaystyle v(\mathbf {1} )=1,} gdzie {\displaystyle \mathbf {1} } oznacza element neutralny mnożenia {\displaystyle K.} Rzeczywista i zespolona wartość bezwzględna są przykładami wartości bezwzględnej dla dowolnego ciała.
Jeżeli {\displaystyle v} jest wartością bezwzględną na {\displaystyle K,} to funkcja {\displaystyle d} określona na {\displaystyle K\times K} wzorem {\displaystyle d(a,b)=v(a-b)} jest metryką i następujące stwierdzenia są równoważne:
- {\displaystyle d} spełnia nierówność ultrametryki {\displaystyle d(x,y)\leqslant \max {\big \{}d(x,z),d(y,z){\big \}}.}
- {\displaystyle \left\{v\left(\textstyle \sum _{k=1}^{n}\mathbf {1} \right)\colon n\in \mathbb {N} \right\}} jest ograniczony w {\displaystyle \mathbb {R} .}
- {\displaystyle v\left(\textstyle \sum _{k=1}^{n}\mathbf {1} \right)\leqslant 1\;\mathrm {dla\ ka{\dot {z}}dego} \;n\in \mathbb {N} .}
- {\displaystyle v(a)\leqslant 1\Rightarrow v(1+a)\leqslant 1{\text{ dla wszystkich }}a\in K.}
- {\displaystyle v(a+b)\leqslant \max {\big \{}v(a),v(b){\big \}}{\text{ dla wszystkich }}a,b\in K.}

Wartość bezwzględna, która spełnia dowolny (a więc i wszystkie) z powyższych warunków, nazywa się niearchimedesowską; w przeciwnym przypadku nazywa się ją archimedesowską.

### Przestrzenie liniowe
Ponownie można wykorzystać nieco zmodyfikowane zasadnicze własności wartości bezwzględnej liczby rzeczywistej, aby uogólnić to pojęcie na dowolne przestrzenie liniowe.
Funkcja o wartościach rzeczywistych określona na przestrzeni liniowej {\displaystyle V} nad ciałem {\displaystyle K,} oznaczana niekiedy {\displaystyle \|V\|,} nazywana jest wartością bezwzględną, lub częściej normą, jeżeli spełnia następujące aksjomaty:
Dla dowolnego {\displaystyle a\in K} oraz {\displaystyle \mathbf {v} ,\mathbf {u} \in U,}
|  |  | {\displaystyle \\|\mathbf {v} \\|\geqslant 0,} | (nieujemność) |  |

|  |  | {\displaystyle \\|\mathbf {v} \\|=0\Leftrightarrow \mathbf {v} =\mathbf {0} ,} | (dodatnia określoność) |  |

|  |  | {\displaystyle \\|a\mathbf {v} \\|=\|a\|\\|\mathbf {v} \\|,} | (dodatnia jednorodność) |  |

|  |  | {\displaystyle \\|\mathbf {v} +\mathbf {u} \\|\leqslant \\|\mathbf {v} \\|+\\|\mathbf {u} \\|.} | (podaddytywność lub nierówność trójkąta) |  |

Norma wektora nazywana jest też jego długością bądź wielkością. W przypadku przestrzeni euklidesowych {\displaystyle \mathbb {R} ^{n}} określa się funkcję
{\displaystyle \|(x_{1},x_{2},\dots ,x_{n})\|={\sqrt {\sum _{i=1}^{n}(x_{i})^{2}}}}
będącą normą, która nazywana jest normą euklidesową. Jeżeli rozpatrywać {\displaystyle \mathbb {R} } rozpatruje się jako jednowymiarową przestrzeń liniową nad {\displaystyle \mathbb {R} ^{1},} to wartość bezwzględna jest normą. Wartość bezwzględna jest w istocie „jedyną” normą na {\displaystyle \mathbb {R} ^{1}} w tym sensie, że dla każdej normy {\displaystyle \|\cdot \|} na {\displaystyle \mathbb {R} ^{1}} zachodzi {\displaystyle \|x\|=\|1\|\cdot |x|.} Moduł zespolony jest przypadkiem szczególnym normy w przestrzeni unitarnej. Jest on tożsamy z normą euklidesową, jeżeli utożsamiać płaszczyznę zespoloną z płaszczyzną euklidesową {\displaystyle \mathbb {R} ^{2}.}

## Algorytmy

### Asembler
W asemblerze architektury x86 wartość bezwzględną rejestru procesora można wyznaczyć za pomocą tylko trzech instrukcji (poniższy przykład dla rejestru 32-bitowego, składnia Intela):
```
cdq

xor
 
eax
,
 
edx

sub
 
eax
,
 
edx

```

Instrukcja cdq rozszerza bit znaku eax na cały edx. Jeżeli eax jest nieujemny, to edx staje się zerem, przez co dwie kolejne instrukcje nic nie dają, pozostawiając eax niezmienionym. Jeżeli eax jest ujemny, to edx staje się 0xFFFFFFFF lub −1. Następne dwie instrukcje mają działanie odwrotne do uzupełnieniem do dwóch, dając wartość bezwzględną ujemnej wartości w eax. Najmniejsza wartość ujemna (−231 lub 0x80000000), która nie ma odpowiadającego jej kodu wartości dodatniej, jest zachowywana, co jest prawidłowe dla liczby całkowitej bez znaku.

### C
W języku programowania C obliczeniu wartości bezwzględnej operandu służą zadeklarowane w math.h funkcje abs, labs, llabs (w C99), fabs, fabsf i fabsl. Implementacja całkowitoliczbowej wersji funkcji jest jednakże bardzo prosta, szczególnie gdy zignorować przypadek graniczny najmniejszej liczby całkowitej. Poniższy przykład korzysta z operatora warunkowego (?:):
```
int
 
abs
 
(
int
 
i
)
 
{

   
return
 
i
 
<
 
0
 
?
 
-
i
 
:
 
i
;

}

```

Wersje zmiennoprzecinkowe sprawiają więcej problemów, ponieważ muszą obsługiwać specjalne kody nieskończoności i wartości niebędącej liczbą (NAN); zob. IEEE 754.

### Python
Python ma wbudowaną funkcję abs(), która zwraca wartość bezwzględną liczby, argument funkcji może być liczbą całkowitą, bądź liczbą zmiennoprzecinkową; funkcja zwraca ten sam typ, który podano jej za argument:
```
>>>
 
abs
(
50
)

50

>>>
 
abs
(
-
2
)

2

>>>
 
abs
(
-
45.5
)

45.5

```

Funkcja zwraca moduł, jeżeli argument jest liczbą zespoloną:
```
>>>
 
abs
(
-
3
 
+
 
4
j
)

5.0

```

Inną funkcją, która może być wykorzystana do obliczenia wartości bezwzględnej liczby jest fabs(), która może być znaleziona w module math dostępnym poprzez wydanie polecenia import math. Różnica między abs() a fabs() jest taka, że fabs() zawsze zwraca liczbę zmiennoprzecinkową:
```
>>>
 
import
 
math

>>>
 
math
.
fabs
(
5
)

5.0

>>>
 
math
.
fabs
(
-
366
)

366.0

>>>
 
math
.
fabs
(
-
3.5
)

3.5

```

Niżej znajduje się prosta funkcja służąca wyznaczeniu wartości bezwzględnej liczby, która wykorzystuje operator warunkowy i rachunek lambda:
```
>>>
 
wartość_bezwzględna
 
=
 
lambda
 
liczba
:
 
liczba
 
if
 
liczba
 
>
 
0
 
else
 
-
liczba

>>>
 
wartość_bezwzględna
(
2
)

2

>>>
 
wartość_bezwzględna
(
-
75
)

75

>>>
 
wartość_bezwzględna
(
-
5.63
)

5.63

```